# Geesteren (Overijssel)
Geesteren is een dorp in de gemeente Tubbergen in de Nederlandse provincie Overijssel. Geesteren telt 4.310 inwoners (per 1 januari 2023). Het dorp is van overwegend rooms-katholieke signatuur. De plaats hoort tot het type van de losse esdorpen.

## Geschiedenis
In 1268 werd het dorp al vermeld als Geysteren. De inwoners moesten zich in vroeger tijden de scheldnaam Papsleefn laten welgevallen, al wordt dit door sommige Geesternaren gezien als een geuzennaam. De plaatselijke carnavalsvereniging is naar deze scheldnaam vernoemd.
De naaste omgeving van het dorp kent talrijke, dikwijls grote en oude boerderijen, die getuigen van een vooral vroeger bloeiend boerenbestaan. Historische boerderijen zijn onder andere te vinden langs de Bragersweg, de Huyerenseweg en de Meyersweg.
Geesteren is de thuisbasis van voetbalclub RKVV STEVO en van muziekvereniging St. Caecilia. Daarnaast is het bekend van het jaarlijkse paardensportevenement CSI Twente, een springconcours.
De katholieke kerk is gewijd aan de Heilige Pancratius en werd ontworpen door Jan Stuyt. Bij de kerk staat het oorlogsmonument Christus is opgestanden (1952) van Wim Harzing.
In de nabijheid van het dorp staat verder een korenmolen, de Grote Geesterse Molen.

## Cultuur
De vinylwinkel Vinylparadijs van Bart Haselbekke en Irma Veenstra kent een grote collectie singles en lp's en werd in 2019, 2020 en 2021 uit tweehonderd vinylwinkels uitgeroepen tot platenzaak van het jaar.
Tommy Wieringa, die zijn jeugd in Geesteren doorbracht, heeft een aantal locaties en personen gebruikt als inspiratiebron voor zijn roman De heilige Rita (2017). Ook de voor Nederland unieke landvorm esker komt in zijn roman voor.

## Bekende (oud-)inwoners van Geesteren
- Martine Smeets (1990) - handbalster
- Arnold Bruggink (1977) - voetballer
- Tommy Wieringa (1967) - schrijver
- Gerardus Elberink (1825-1897) - orgelmaker

## Molens

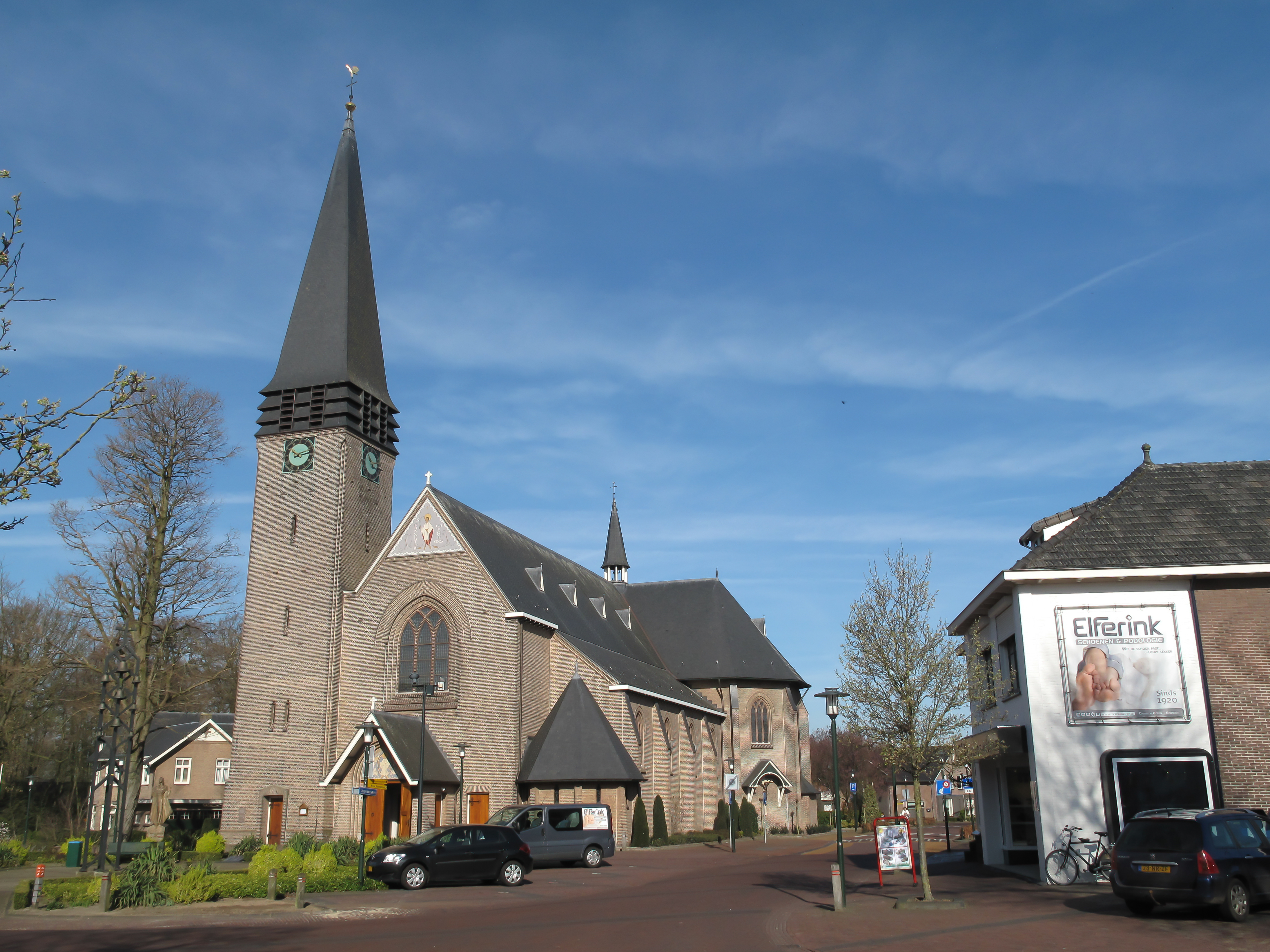
St. Pancratius, Geesteren
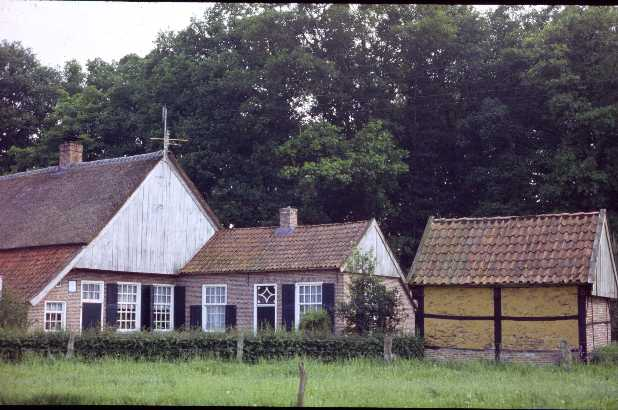
De Brager, vakwerkboerderijtje
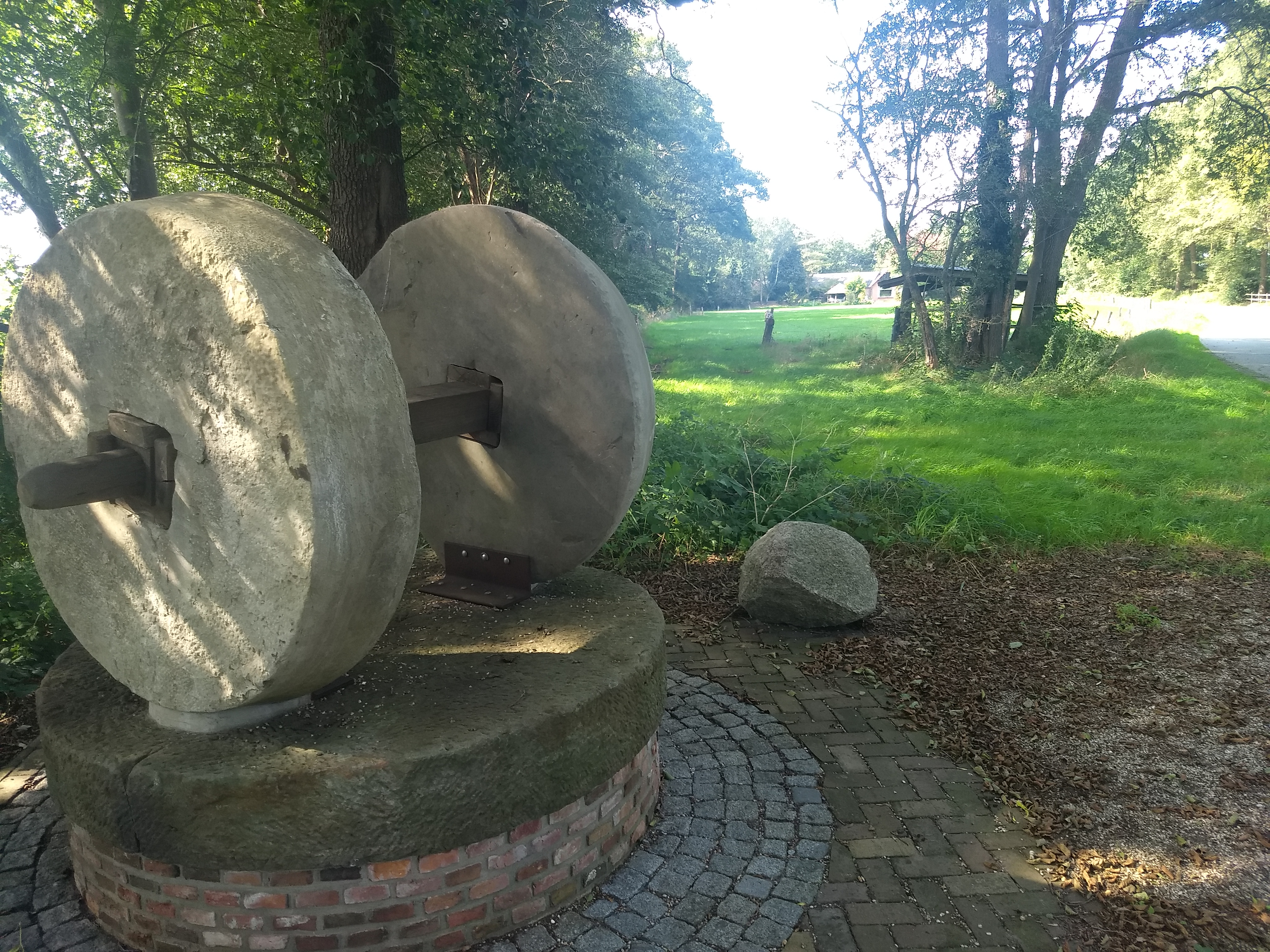
Monument voor een verdwenen molen
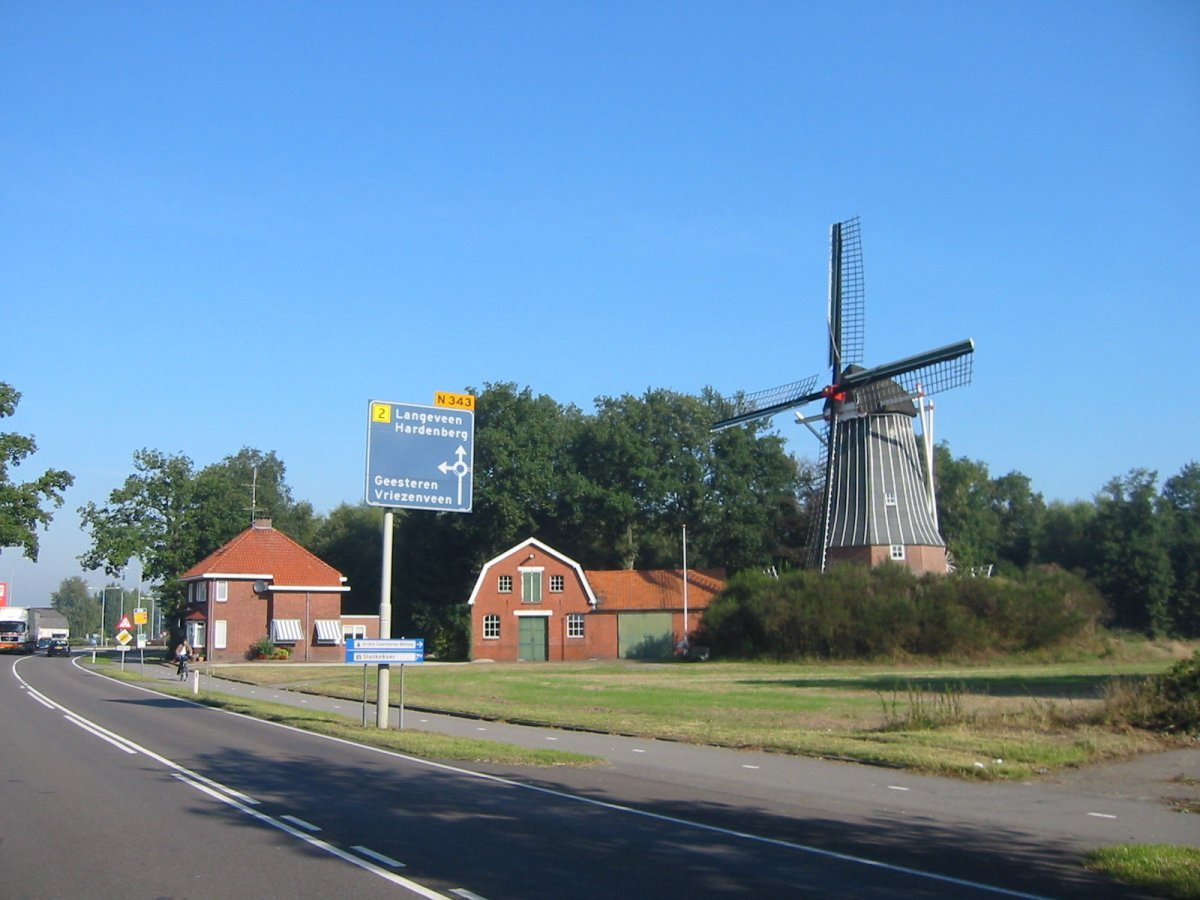
Grote Geesterse Molen